# 2020 w Wojsku Polskim
Kalendarium Wojska Polskiego 2020 – wydarzenia w Wojsku Polskim w roku 2020. W tym roku Siły Zbrojne Rzeczypospolitej Polskiej kontynuowały udział w misjach poza granicami kraju w ramach:
Polskiego Kontyngentu Wojskowego w operacji wojskowej Unii Europejskiej w południowym rejonie środkowej części Morza Śródziemnego.
Polskiego Kontyngentu Wojskowego w operacji INHERENT RESOLVE w Republice Iraku, Jordańskim Królestwie Haszymidzkim, Państwie Katar oraz Państwie Kuwejt.
Polskiego Kontyngentu Wojskowego w szkoleniowej misji wojskowej Unii Europejskiej w Republice Środkowoafrykańskiej.
Polskiego Kontyngentu Wojskowego w składzie wielonarodowej brygady sił dostosowanej Wysuniętej Obecności Organizacji Traktatu Północnoatlantyckiego w Rumunii oraz Republice Bułgarii.
Polskiego Kontyngentu Wojskowego w misji RESOLUTE SUPPORT Organizacji Traktatu Północnoatlantyckiego w Islamskiej Republice Afganistanu.
Polskiego Kontyngentu Wojskowego w składzie batalionowej grupy bojowej sił wzmocnionej Wysuniętej Obecności Organizacji Traktatu Północnoatlantyckiego w Republice Łotewskiej oraz Republice Estońskiej i Republice Litewskiej.
Polskiego Kontyngentu Wojskowego w Siłach Międzynarodowych  w Republice Kosowa i Republice Macedonii Północnej oraz w Bośni i Hercegowinie.

## Styczeń
1 stycznia
- Wojsko Polskie przejęło dowodzenie nad Siłami Odpowiedzi NATO, tzw. "szpicą". Siły zdolne do szybkiego reagowania VJTF (ang. Very High Readiness Joint Task Force) pozostają w dwu-trzy dniowej gotowości do działania. Poza Polską, która jest krajem ramowym w obecnym dyżurze uczestniczy 12 państw sojuszu[8].
- Zmiana na stanowisku Dowódcy Jednostki Wojskowej GROM. Płk. Mariusza Pawluka zastąpił na tym stanowisku płk Grzegorz Mikłusiak[9].

13 stycznia
- 1 Ośrodek Radioelektroniczny w Grójcu został przeformowany w Centrum Rozpoznania i Wsparcia Walki Radioelektronicznej[10].

20 stycznia
- Obowiązki na stanowisku I zastępcy szefa Sztabu Generalnego Wojska Polskiego objął gen. dyw. pil. Tadeusz Mikutel[11].

24 stycznia
- Sformowanie biura do spraw programu „Zostań Żołnierzem Rzeczypospolitej”[12]. Dyrektorem biura został gen. bryg. Artur Dębczak[13].

27 stycznia
- Prezes Rady Ministrów, powołał Sebastiana Chwałka na stanowisko sekretarza stanu w Ministerstwie Obrony Narodowej[14].

31 stycznia
- Minister Obrony Narodowej, Mariusz Błaszczak podpisał umowę na zakup 32 wielozadaniowych samolotów F-35, których użytkownikiem będą Siły Powietrzne. Kwota jaką zapłacimy za samoloty to 4,6 mld USD. Pierwszy F-35 powinien pojawić się w kraju przełomie roku 2025/26[15].

## Luty
3 lutego
- Zmiana w Centrum Operacji Powietrznych-Dowództwie Komponentu Powietrznego. Nowym dowódcą został gen. bryg. pil. Ireneusz Starzyński[16].

7 lutego
- Generał Jarosław Mika mianowany na kolejną kadencję na stanowisku Dowódcy Generalnego Rodzajów Sił Zbrojnych[17].

## Marzec
1 marca
- Prezydent RP Andrzej Duda, na wniosek Ministra Obrony Narodowej Mariusza Błaszczaka, mianował[18]:

1. I Zastępcę Szefa Sztabu Generalnego Wojska Polskiego, generała dywizji Tadeusza Mikutela na stopień generała broni,
2. Dowódcę Operacyjnego Rodzajów Sił Zbrojnych, generała dywizji Tomasza Piotrowskiego na stopień generała broni,
3. I Zastępcę Dowódcy Generalnego Rodzajów Sił Zbrojnych, generała dywizji Jan Śliwkę na stopień generała broni,
4. Inspektora Rodzajów Wojsk Dowództwa Generalnego Rodzajów Sił Zbrojnych, generała brygady Sławomira Owczarka na stopień generała dywizji,
5. Dowódcę 6. Brygady Powietrznodesantowej pułkownika Grzegorza Grodzkiego na stopień generała brygady,
6. Dowódcę 1. Brygady Lotnictwa Wojsk Lądowych, pułkownika Sławomira Mąkosę na stopień generała brygady,
7. Dowódcę 4. Skrzydła Lotnictwa Szkolnego, pułkownika Wojciecha Pikułę na stopień generała brygady,
8. Dowódcę 2. Brygady Zmechanizowanej, pułkownika Arkadiusza Szkutnika na stopień generała brygady.

Akty mianowania, Prezydent RP wręczył podczas obchodów Narodowego Dnia Pamięci Żołnierzy Wyklętych na placu Marszałka Józefa Piłsudskiego w Warszawie.
15 marca
- Ukazała się decyzja Ministra Obrony Narodowej sprawie użycia oddziałów i pododdziałów Sił Zbrojnych RP do pomocy oddziałom Straży Granicznej związanej z ochroną granicy Rzeczypospolitej Polskiej. Sytuacja ta ma związek z zagrożeniem koronawirusem[19].

17 marca
- Pułkownik Jarosław Górowski nowym Dowódcą 1 Brygady Pancernej. Gen. bryg. Jan Wojno, który przekazał obowiązki dowódcy dalszą służbę pełnił będzie w 11 Dywizji Kawalerii Pancernej[20].

18 marca
- Na podstawie decyzji Ministra Obrony Narodowej, oddziały i pododdziały Sił Zbrojnych RP wspierają Policję w zapewnieniu bezpieczeństwa i porządku publicznego. Jest to związane z sytuacją zagrożenia koronawirusem[21].

19 marca
- Nowym dowódcą 11 Dywizji Kawalerii Pancernej został gen. bryg. Dariusz Parylak. Dotychczasowy dowódca, gen. dyw. Stanisław Czosnek dalszą służbę będzie pełni w Dowództwie Generalnym RSZ na stanowisku Zastępcy Dowódcy[22].

20 marca
- Płk Bogdan Rycerski, który od listopada 2019 roku czasowo pełnił obowiązki dowódcy 15 Giżyckiej Brygady Zmechanizowanej objął dowodzenie nad tym związkiem taktycznym wchodzącym w skład 16 Pomorskiej Dywizji Zmechanizowanej[23].
- Płk Piotr Kriese został nowym Dowódcą 20 Bartoszyckiej Brygady Zmechanizowanej. Dotychczasowy dowódca gen. bryg. Jacek Ostrowski dalszą służbę pełnił będzie w 12 Dywizji Zmechanizowanej[24].
- Zmiana na stanowisku dowódcy 10 Brygady Kawalerii Pancernej. Nowym dowódcą świętoszowskich pancerniaków został płk. Rafał Kowalik. Dotychczasowy dowódca, gen. bryg. Artur Pikoń dalszą służbę będzie kontynuował w Dowództwie Generalnym RSZ[25].

## Czerwiec
4 czerwca
- Rozpoczęło się ćwiczenie DEFENDER-Europe 20 PLUS. Inauguracja z udziałem Ministra Obrony Narodowej odbyła się na poligonie w Drawsku Pomorskim. Ćwiczenie potrwa do 18 czerwca, weźmie w nim udział około 6000 żołnierzy z Polski i USA[26].

29 czerwca
- Na wniosek Ministra Obrony Narodowej, Mariusza Błaszczaka, Prezydent RP Andrzej Duda, mianował:

1. Zastępcę Szefa Sztabu Generalnego WP, generała dywizji Krzysztofa Króla na stopień generała broni,
2. Szefa Zarządu Obrony Przed Bronią Masowego Rażenia Dowództwa Generalnego RSZ, pułkownika Jarosława Stockiego na stopień generała brygady[27].

30 czerwca
- Płk Robert Kasperczuk, został nowym Komendantem Centrum Szkolenia Łączności i Informatyki w Zegrzu[28].

## Lipiec
1 lipca
- Zmiana na stanowisku dowódcy 3. Warszawskiej Brygady Rakietowej Obrony Powietrznej. Dotychczasowy dowódca, gen. bryg. Andrzej Dąbrowski przekazał dowodzenie płk. Kazimierzowi Dyńskiemu[29].

28 lipca
- Uroczystość przekazania obowiązków dowódcy 17 Wielkopolskiej Brygady Zmechanizowanej. Dotychczasowy dowódca, gen. bryg. Robert Kosowski przekazał dowodzenie płk. Wojciechowi Ziółkowskiemu[30].

## Sierpień
6 sierpnia
- Prezydent Andrzej Duda, który został wybrany na kolejną kadencję, przyjął zwierzchnictwo nad Siłami Zbrojnymi RP. Uroczystość odbyła się placu Piłsudskiego w Warszawie[31].

10 sierpnia
- Gen. bryg. Arkadiusz Szkutnik przekazał obowiązki Dowódcy 2 Brygady Zmechanizowanej. Do czasowego pełnienia obowiązków został wyznaczony Szef Sztaby Brygady, ppłk Radosław Stachowiak[32].

14 sierpnia
- Prezydent RP, Zwierzchnik Sił Zbrojnych Andrzej Duda, w przeddzień Święta Wojska Polskiego oraz 100 rocznicy Bitwy Warszawskiej wręczył nominacje generalskie dla[33]:

1. gen. bryg. Piotra Malinowskiego, Szefa Sztabu Dowództwa Generalnego RSZ na stopień generała dywizji;
2. gen. bryg. Dariusza Parylaka Dowódcy, 11. Lubuskiej Dywizji Kawalerii Pancernej na stopień generała dywizji;
3. gen. bryg. pil. Ireneusza Starzyńskiego, Dowódcy Centrum Operacji Powietrznych – Dowódcy Komponentu Powietrznego na stopień generała dywizji;
4. płk. pil. Krzysztofa Cura, Dowódcy 3. Skrzydła Lotnictwa Transportowego na stopień generała brygady;
5. płk. Kazimierza Dyńskiego, Dowódcy 3. Warszawskiej Brygady Rakietowej Obrony Powietrznej na stopień generała brygady;
6. płk. Bogdana Dziewulskiego, Zastępcy Szefa Inspektoratu Wsparcia Sił Zbrojnych – Szefa Logistyki na stopień generała brygady;
7. płk. Jarosława Górowskiego, Dowódcy 1. Warszawskiej Brygady Pancernej na stopień generała brygady;
8. płk. Cezarego Janowskiego, Zastępcy Szefa Zarządu Planowania Użycia Sił Zbrojnych i Szkolenia Sztabu Generalnego WP na stopień generała brygady;
9. płk. Rafała Kowalika, Dowódcy 10. Brygady Kawalerii Pancernej na stopień generała brygady;
10. płk. Krzysztofa Nolberta, Zastępcy Szefa Sztabu ds. Operacyjnych Dowództwa Operacyjnego Rodzajów Sił Zbrojnych na stopień generała brygady;
11. płk. Rafała Ostrowskiego, Dowódcy 7. Brygady Obrony Wybrzeża na stopień generała brygady;
12. płk. Michała Rohde, Dowódcy 19. Lubelskiej Brygady Zmechanizowanej na stopień generała brygady;
13. płk. Bogdana Rycerskiego, Dowódcy 15. Giżyckiej Brygady Zmechanizowanej na stopień generała brygady.

27 sierpnia
- Gen. broni Krzysztof Król objął obowiązki szefa sztabu Sojuszniczego Dowództwa Sił Połączonych NATO (JFC) w Bronssum[34].

28 sierpnia
- Zmiana na stanowisku dowódcy 34 Brygady Kawalerii Pancernej w Żaganiu. Płk Piotr Zieja przekazał dowodzenie jednostką płk. Marcinowi Adamskiemu[35].

## Wrzesień
29 września
- Gen. bryg. Rafał Ostrowski przekazał dowodzenie 7 Brygadą Obrony Wybrzeża. Do czasowego pełnienia obowiązków dowódcy został wyznaczony płk Michał Kuraczyk[36].
- Zmiana dowodzenia w 12 Brygadzie Zmechanizowanej. Do czasowego pełnienia obowiązków dowódcy "Błękitnej" Brygady został wyznaczony płk Roman Brudło. Dotychczasowy dowódca, gen. bryg. Sławomir Dudczak dalszą służbę będzie pełnił w Dowództwie Generalnym RSZ[37].

30 września
- Przekazanie obowiązków na stanowisku dowódcy 12 Dywizji Zmechanizowanej. Dotychczasowy dowódca, gen. dyw. Maciej Jabłoński przekazał dowodzenie "Dwunastką" gen. dyw. Dariuszowi Parylakowi[38].

## Październik
12 października
- Gen. dyw. Andrzej Reudowicz został powołany przez Prezydenta RP na stanowisko Zastępcy Szefa Biura Bezpieczeństwa Narodowego[39].
- Inauguracja działalności Szkoły Podoficerskiej Logistyki w Grupie. Uczelnia jest podporządkowana Komendantowi Centrum Szkolenia Logistyki[40].

13 października
- Nurkowie minerzy 12 Dywizjonu Trałowców zneutralizowali brytyjską bombę lotniczą Tallboy, która zalegała na dnie Kanału Piastowskiego w Świnoujściu. Jej masa całkowita to ponad 5000 kg, a materiał wybuchowy to 2400 kg. Był to największy niewybuch znalezionego na terenie Polski[41].

## Grudzień
1 grudnia
- Gen. bryg. Bogdan Dziewulski nowym Szefem Inspektoratu Uzbrojenia. Obowiązki przekazał płk. Romuald Maksymiuk, który był wyznaczony do ich czasowego pełnienia[42].

3 grudnia
- Nowym dowódcą 4 Skrzуdła Lotnictwa Szkolnego został płk pil. dr inż. Grzegorz Ślusarz[43].

4 grudnia
- Gen. bryg. pil. dr inż. Krzysztof Cur objął obowiązki Rektora-Komendanta Lotniczej Akademii Wojskowej[44].

8 grudnia
- Gen. bryg. pil. Wojciech Pikuła objął obowiązki dowódcy 3 Skrzydła Lotnictwa Transportowego[45].

18 grudnia
- Przekazanie obowiązków w Centrum Operacji Lądowych-Dowództwie Komponentu Lądowego. Dotychczasowy dowódca, gen. dyw. Sławomir Kowalski w związku z osiągnięciem wieku 60 lat przekazał obowiązki dotychczasowemu zastępcy, gen. bryg. Ryszardowi Pietrasowi, który został wyznaczony do czasowego pełnienia obowiązków dowódcy COL-DKL[46].

25 grudnia
- Do brytyjskiego Dover wyruszyła grupa zadaniowa składająca się z żołnierzy wojsk operacyjnych i terytorialnych. Ich głównym zadaniem było pobieranie wymazów od kierowców ciężarówek, którzy utknęli na brytyjsko-francuskiej granicy. Działania polskich wojskowych zostały nazwane mianem operacji "Zumbach"[47].